# Dimerocostus strobilaceus
La cañagria o matandrea, Dimerocostus strobilaceus es una planta con flores perteneciente a la familia Costaceae.

## Descripción
Hierba gigante, puede medir 2 m, con cañas gruesas, inflorescencia estrobiliforme más dilatada , estaminodios más conspícuos y sus frutos más alargados.

## Distribución y hábitat
Crece desde Honduras hasta el norte de Suramérica, incluido Surinam. Desde el nivel del mar hasta 1000 m de altura.

## Taxonomía
Sinonimia
- Dimerocostus elongatus Huber
- Dimerocostus guttierezii Kuntze
- Dimerocostus strobilaceus subsp. strobilaceus.[2]